# Shine (альбом)
Shine — дебютный мини-альбом американской рок-группы Mother Love Bone, вышедший в 1989 году.

## Об альбоме
Группа стала первой из нового урожая Сиэтлских групп, которая выпускает альбом на мейджор-лейбле. Запись хорошо продавалась и быстро разрекламировала группу. Мечтательная лирика вокалиста Эндрю Вуда спета в теноре, в большой степени напоминающем манеру исполнения лидера Led Zeppelin Роберта Планта. Позже материал из EP попал на альбом компиляцию Mother Love Bone (также известной как Stardog Champion) 1992 года, за исключением скрытого трека Zanzibar, который присутствует на этом EP.

## Список композиций
| №  | Название                       | Текст песни | Музыка           | Длительность |
| -- | ------------------------------ | ----------- | ---------------- | ------------ |
| 1. | «Thru Fadeaway»                | Эндрю Вуд   | Mother Love Bone | 3:40         |
| 2. | «Mindshaker Meltdown»          | Эндрю Вуд   | Mother Love Bone | 3:47         |
| 3. | «Half Ass Monkey Boy»          | Эндрю Вуд   | Mother Love Bone | 3:18         |
| 4. | «Chloe Dancer/Crown of Thorns» | Эндрю Вуд   | Mother Love Bone | 8:32         |

| №  | Название                                     | Текст песни | Музыка           | Длительность |
| -- | -------------------------------------------- | ----------- | ---------------- | ------------ |
| 5. | «Capricorn Sister» (скрытый трек «Zanzibar») | Эндрю Вуд   | Mother Love Bone | 5:59         |

## Участники записи
| Mother Love Bone - Эндрю Вуд — вокал, пианино - Джефф Амент — бас-гитара, арт-директор - Стоун Госсард — ритм-гитара - Грег Гилмор — барабаны - Брюс Файрвезер — лид-гитара | Продакшн - Майкл Бейс — арт-директор - Марк Деренлэй — продакшн, микс - Klotz — дизайн - Чарльз Петерсон — фотография |